# جهاز الاستخبارات الأمنية (نيوزيلندا)
جهاز الاستخبارات الأمنية النيوزيلندية (بالماورية: Te Pā Whakamarumaru‏) هو وكالة الاستخبارات الوطنية الأساسية في نيوزيلندا. الجهاز مسؤول عن توفير المعلومات والمشورة بشأن مسائل تشمل الأمن القومي (بما في ذلك مكافحة الإرهاب ومكافحة التجسس) والاستخبارات الأجنبية. تأسس في 28 نوفمبر عام 1956 ويقع مقره الرئيسي في ويلينغتون. يشرف عليها مدير عام ووزير جهاز المخابرات الأمنية النيوزيلندي ولجنة المخابرات والأمن البرلمانية.